# به درون وحشی
به درون وحشی (به انگلیسی: Into the Wild) یک فیلم مستند تلویزیونی به نویسندگی و کارگردانی جرد لتو است. این مجموعه دربارهٔ تور کنسرت ترتی سکندز تو مارس است که این گروه را به عرصه‌های جهانی سوق داد.